# Thelypteris gemmulifera
Thelypteris gemmulifera là một loài thực vật có mạch trong họ Thelypteridaceae. Loài này được (Hieron.) A.R. Sm. miêu tả khoa học đầu tiên năm 1980.